# Mustaschhökgök
Mustaschhökgök (Hierococcyx vagans) är en fågel i familjen gökar inom ordningen gökfåglar.

## Utseende och läte
Mustaschhökgöken är en 26 cm lång gök med ett brett svart mustaschstreck på vitaktig kind och strupe, vilket gett arten dess namn. Den är vidare mörkbrun ovan, med mörkgrått på hjässan och stjärten bandad i grått och svart. Även vingarna är bandade, dock i ljusare brunt. De inre vingpennornas innerfan och täckare är vita, vilket formar en ljus fläck som syns på ovansidan i flykten. Undersidan är vit med mörkare streck. Ögat är mörkbrunt, fötterna gula och näbben svartaktig ovan med grönaktig näbbrot, undertill gulgrön.
Ungfågeln skiljer sig från den adulta genom mörkare svartbrunt på hjässa och rygg, den senare även rostbandad. I flykten är vingarna svartaktiga med bandade och rostspetsade vingpennor. Framför ögat syns ett svart streck. Undersidan är vit med svart streckning på bröstet.
Sången består av en tvåstavig fras, återgiven i engelsk litteratur som "kang koh", upprepad varannan sekund. Även en mjuk vissling, "peu peu" kan höras, stigande i tonhöjd för att sedan abrupt avslutas.

## Utbredning och systematik
Fågeln återfinns i södra Myanmar, Merguiarkipelagen, Malackahalvön, Sumatra och Borneo. Mustaschhökgök har liksom andra i släktet Hierococcyx tidigare placerats i Cuculus.

### Släktskap
Arten har liksom övriga hökgökar i Hierococcyx tidigare placerats i släktet Cuculus.

## Levnadssätt
Mustaschhökgöken förekommer i skogsbryn och ungskog, framför allt i lägre bergstrakter och låglänta områden. I Thailand ses den från slättlandet upp till 900 meters höjd. Födan består av insekter. I Malaysia har den noterats sjunga som mest i februari och en ungfågel har observerats i juli. Arten är liksom alla hökgökar boparasit, men dess värd är okänd.

## Status
IUCN kategoriserar arten som nära hotad. Den tros minska relativt kraftigt till följd av skogsavverkningar. Eftersom den även påträffas i mer påverkade miljöer och också kan ses på högre nivåer där skogsavverkningarna inte är lika omfattande listas den ännu inte som hotad.